# Polaryzator

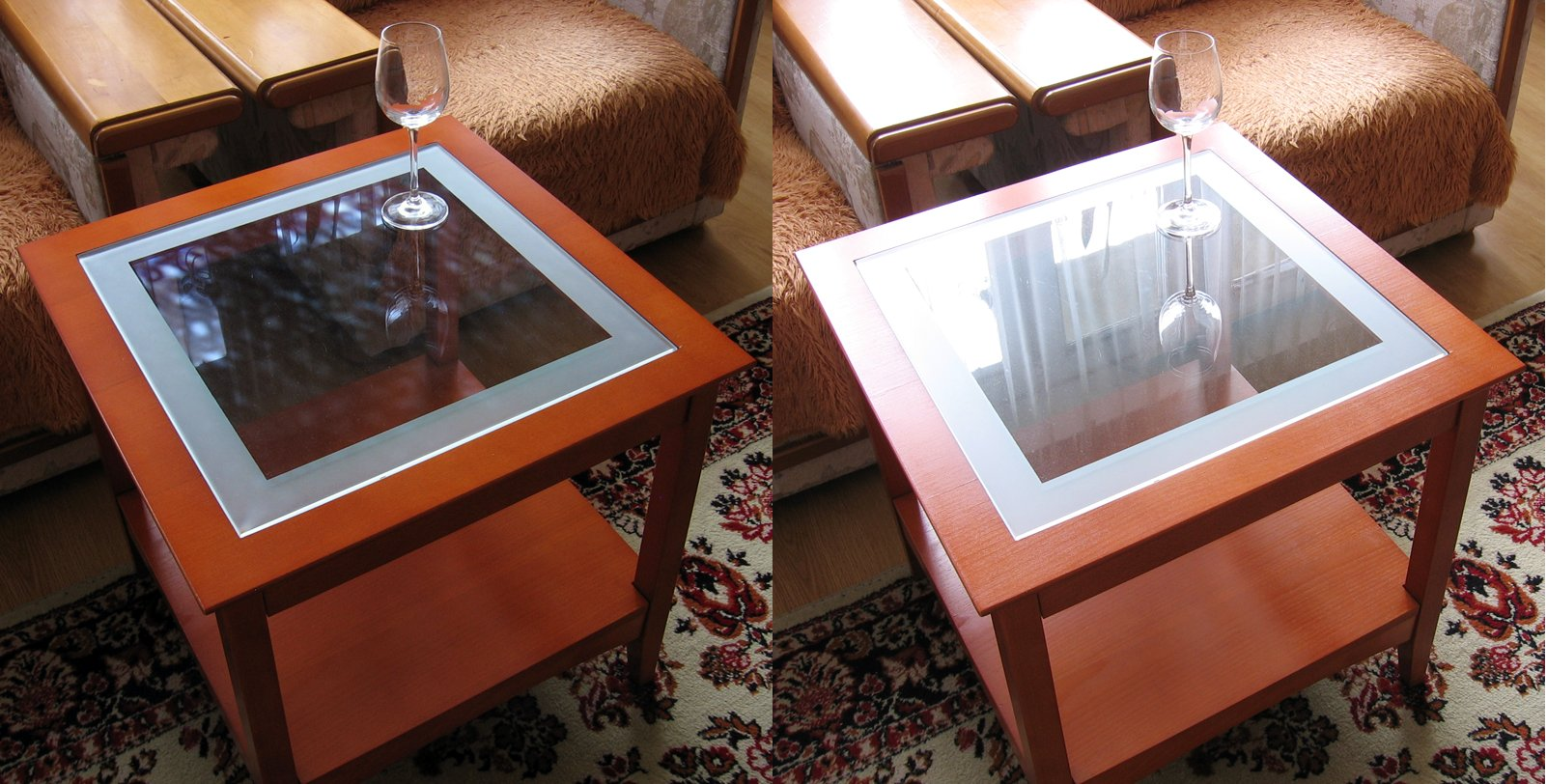
Przykład działania polaryzatora. Światło odbite od płaskiej powierzchni jest częściowo spolaryzowane w określonym kierunku (zdjęcie po prawej). Użycie polaryzatora powoduje usunięcie światła o niepożądanej polaryzacji (zdjęcie po lewej)

Polaryzator – urządzenie optyczne przepuszczające światło o określonej polaryzacji, zarówno liniowej, jak i kołowej.
Z padającego światła naturalnego niespolaryzowanego przepuszcza fale elektromagnetyczne, których wektor elektryczny leży w określonym przez polaryzator kierunku, tworząc światło spolaryzowane. Natomiast z padającego światła spolaryzowanego przepuszcza składową w kierunku polaryzacji, a nie przepuszcza składowej prostopadłej do tego kierunku. Dlatego układ dwóch polaryzatorów, które są obrócone względem swoich płaszczyzn polaryzacji o kąt prosty nie przepuszcza światła.
Polaryzatory są używane w przyrządach optycznych do badania materiałów, naprężeń w ośrodkach przeźroczystych (mikroskop polaryzacyjny), do eliminacji odbić itp.

## Budowa polaryzatorów

### Polaroid
Najczęściej polaryzator jest polaroidem. Polaroid to polaryzator wykorzystujący selektywne pochłanianie światła, który został skonstruowany w 1938 r. przez Edwina H Landa. Jest to folia z tworzywa sztucznego rozciągana podczas produkcji w jednym kierunku, a następnie naklejona na szkło. Rozciąganie to układa równolegle cząsteczki tworzywa sztucznego. Tak ułożone cząsteczki pochłaniają światło w kierunku ułożenia cząsteczek, a przepuszcza w kierunku prostopadłym.

### Polaryzator odbiciowy
Polaryzator odbiciowy to zestaw kilku płytek ustawionych pod kątem Brewstera.

### Pryzmat Nicola
Do wytwarzania światła spolaryzowanego, tam gdzie potrzebne jest światło w pełni spolaryzowane, używany jest tzw. „nikol”, czyli pryzmat Nicola zbudowany z kryształu kalcytu. Nazwa pochodzi od konstruktora angielskiego fizyka Williama Nicola (1768–1851), który wykonał pierwszy tego typu pryzmat w 1828 roku.